# 야마키타 사키
야마키타 사키(일본어: 山北 早紀 やまきた さき[*], 1991년 2월 28일 ~ )는 일본의 성우·가수. 홋카이도 출신. i☆Ris의 리더이며, 이미지 컬러는 그린(녹색).

## 필모그래피
- 극장판 프리파라 모두 빛나라! 반짝☆스타 라이브!
- 극장판 프리파라 모두의 동경♪ 렛츠고☆프리파리
- 튀어나오는 프리파라 모두 노려라! 아이돌☆그랑프리
- 극장판 프리파라 모두 모여라! 프리즘☆투어즈